# Westerau
Westerau est une commune allemande du Schleswig-Holstein, située dans l'arrondissement de Stormarn (Kreis Stormarn), à six kilomètres au sud de Reinfeld (Holstein). Westerau fait partie de l'Amt Nordstormarn qui regroupe douze communes autour de Reinfeld.